# Royal Caribbean Cruises
De Royal Caribbean Group is een Amerikaans bedrijf dat cruisevakanties verzorgt, verkoopt en organiseert. Het is de eigenaar en exploitant van Royal Caribbean International, Celebrity Cruises en Silversea Cruises, en is voor 50% eigenaar van een joint venture die TUI Cruises en Hapag-Lloyd Cruises exploiteert.

## Activiteiten
Het bedrijf is de op een na grootste cruiseorganisator ter wereld, na Carnival Corporation & plc. De cruise activiteiten zijn ondergebracht onder drie merknamen: Royal Caribbean International, Celebrity Cruises en Silversea Cruises. Verder heeft het bedrijf een aandelenbelang van 50% in een joint venture TUI Cruises en een belang van 49% in de Spaanse Pullmantur. Royal Caribbean International is het grootste bedrijfsonderdeel met 26 schepen en zo’n 94.000 bedden.
In totaal heeft het 65 cruiseschepen in de vaart, met zo’n 157.500 slaapplaatsen per 31 december 2023. Op 31 december 2023 had het vijf schepen in bestelling. De aflevering van het laatste schip wordt in 2026 verwacht en hiermee zal het aantal bedden met 20.880 zijn uitgebreid. TUI Cruises heeft ook nog drie schepen met 11.100 bedden besteld, ook van deze schepen komt de laatste in 2026 in de vaart.
De aandelen van Royal Caribbean Cruises Ltd worden verhandeld aan de New York Stock Exchange.

## Geschiedenis
In 1968 is Royal Caribbean International onder leiding van Arne Wilhelmsen van start gegaan. Op 23 juli 1985 volgde een reorganisatie van de activiteiten en werd de moedermaatschappij Royal Caribbean Cruises Ltd. opgericht. Het duurde tot 1993 alvorens de aandelen een plaats kregen op de aandelenbeurs. In 1997 nam het Celebrity Cruises over voor US$ 1,3 miljard, inclusief schulden. Door deze overname verdubbelde het bedrijf in omvang, van 11 naar 20 schepen en van 19.770 naar 38.000 bedden. In 2018 nam het een aandelenbelang van 67% in Silversea Cruises, een aanbieder van ultra-luxe cruises.
Tijdens de coronapandemie daalde het aantal passagiers fors. In 2019 werden nog 6,5 miljoen passagiers geteld en in 2020 en 2021 lag dit net boven de een miljoen. In 2022 trad een fors herstel op en gingen er weer 5,5 miljoen passagiers mee en dit herstel zette door in 2023 met in totaal 7,6 miljoen passagiers. Het bedrijf leed forse verliezen van in totaal US$ 13,6 miljard in de drie jaren van 2020 tot en met 2022. In 2023 realiseerde RCL weer een positief resultaat. De schulden stegen van US$ 11 miljard in 2019 naar ruim US$ 19 miljard in 2020 en zijn op dit hoge niveau gestabiliseerd.